# Општина Катеаска (Арђеш)
Катеаска (рум. Căteasca) општина је у Румунији у округу Арђеш.
Oпштина се налази на надморској висини од 246 m.